# Ирсу (село)
Ирсу (каз. Иірсу) — село в Тюлькубасском районе Туркестанской области Казахстана. Входит в состав Майлыкентского сельского округа. Код КАТО — 516030180.

## Население
В 1999 году население села составляло 212 человек (112 мужчин и 100 женщин). По данным переписи 2009 года, в селе проживало 148 человек (76 мужчин и 72 женщины).